# Nemadoras leporhinus
Nemadoras leporhinus är en fiskart som först beskrevs av Eigenmann 1912.  Nemadoras leporhinus ingår i släktet Nemadoras och familjen Doradidae. Inga underarter finns listade i Catalogue of Life.